# Cidade-fortaleza de Fasil Ghebbi
A cidade fortificada de Fasil Ghebbi foi a residência do imperador etíope Fasilides e dos seus sucessores durante os séculos XVI e XVII. Cercada por uma muralha de 900 metros de comprimento, a cidadela é constituída por um conjunto arquitectónico, composto por palácios, igrejas, mosteiros e edifícios públicos e privados singulares, revelando influências culturais hindus e árabes, adulterada pelas posteriores construções barrocas, edificadas na região de Gondar pelos missionários Jesuítas.
Entre os monumentos encontram-se o Castelo do Rei Fasilides, construído na década de 1640, o Enqulal Gemb (ou "Castelo do Ovo"), a mais antiga das estruturas da cidade, o arquivo real, o estábulo, o palácio de banhos, 5 igrejas e 7 pontes.